# كأس الجزائر 1974–75
كأس الجزائر 1974–75 هو موسم من كأس الجزائر. أشرف على تنظيمه الإتحاد الجزائري لكرة القدم، وفاز فيه نادي مولودية وهران.